# 曲栅栅
曲栅栅（1982年5月21日-），吉林省长春市人，中国大陆女演员、平面模特。1999年毕业于北京舞蹈学院，2005年毕业于中央戏剧学院。

## 影视作品

### 电视剧
| 首播年份 | 剧名                  | 角色         |
| 2008年   | 《神探狄仁杰3》       | 宁无双       |
| 2009年   | 《猎鹰1949（英雄2）》 | 赵雅琴       |
| 2010年   | 《神断狄仁杰》        | 狄如燕       |
| 2012年   | 《平原烽火》          | 张云翠       |
| 2012年   | 《飞虎神鹰（英雄3）》 | 桔子         |
| 2012年   | 《孤岛飞鹰（英雄4）》 | 严韵遥       |
| 2014年   | 《大漠枪神》          | 冯小玲、理惠 |
| 2015年   | 《神探包青天》        | 甘秋娘、赵玉 |
| 2017年   | 《钟馗捉妖记》        | 先予         |
| 2017年   | 《归去来》            | 刘彩琪       |
| 2019年   | 《长安十二时辰》      | 许鹤子       |
| 2021年   | 《猎狼者》            | 丁洁         |
| 2021年   | 《您好！母亲大人》    | 丁碧霞       |
| 2021年   | 《和平之舟》          | 姜俊波       |
| 2023年   | 《狂飙》              | 程程         |

## 个人生活
演员黄海波之妻，两人相识于2014年夏天的一个圈内聚会，2015年8月5日在北京产下一子。